# 東京都立農芸高等学校
東京都立農芸高等学校（とうきょうとりつのうげいこうとうがっこう、英: Tokyo Metropolitan Nogei High School）は、東京都杉並区今川三丁目に所在する東京都立高等学校。

## 教育課程
- 全日制課程
  - 園芸科学科
    - 園芸生産類型
    - 生産工学類型

  - 食品科学科
    - 食品製造類型
    - 食品情報類型
    - 食品栄養類型

  - 緑地環境科
    - 緑地計画類型
    - 緑地土木類型
- 定時制課程
  - 農芸科

## 沿革
- 1900年（明治42年） - 豊多摩郡立農業学校として東京府豊多摩郡中野町に創立。
- 1912年（明治45年）7月4日 - 実業女学校として、豊多摩郡立実業女学校（現：東京都立鷺宮高等学校）が同校地に付設[1]。農業学校の校長が実業女学校の校長を兼ねた。
- 1923年（大正12年）4月1日 - 郡制廃止[2]により東京府に移管。東京府立中野農業学校に改称。
- 1928年 - 東京府立農芸学校に改称し、現在の場所に移転。
- 1943年（昭和18年）7月1日- 東京都制[3]施行に伴い、東京都立農芸学校に改称。
- 2006年（平成18年）10月19日 - エコアクション21認証登録。

## 学園祭
「農芸祭」と呼ばれ、毎年11月の第2週の土曜日と日曜日に行われる。

## 交通
出典 : 
電車
- 西武新宿線「上井草駅」南口より 徒歩10分
- 東日本旅客鉄道（JR東日本）中央線快速、中央・総武緩行線「西荻窪駅」北口より徒歩20分

バス
| 運行事業者 | 乗車駅     | 系統                   | 下車停留所            |
| ---------- | ---------- | ---------------------- | --------------------- |
| 関東バス   | 西荻窪駅   | 西50・西51             | 「農芸高校」          |
| 西武バス   | 荻窪駅     | 荻13・荻14・荻16・荻18 | 「農芸高校」、徒歩3分 |
| 西武バス   | 阿佐ケ谷駅 | 荻15・荻15-2           | 「農芸高校」、徒歩3分 |

## 出身者
- 谷幹一（俳優）
- 岡野進一郎（俳優）
- 原田泰造（ネプチューン）
- 前田健
- 吉田公一（元政治家）
- 鳳樹いち（宝塚歌劇団）
- 山田敬士（騎手。中途退学）
- 中野豊（実業家）

## その他
- かつては畜産科（現在の瑞穂農芸高校）があったが、瑞穂町へ移転した。